# نمو (البيئة)
النمو هو مفهوم في السياسة الاقتصادية يفضل بموجبه عدم المبالاة بـ نمو الناتج المحلي الإجمالي (نمو الناتج المحلي الإجمالي) عند وضع سياسات لتعزيز التقدم الاقتصادي والمجتمعي. والسبب وراء النمو الزراعي هو أن نمو الناتج المحلي الإجمالي لا يرتبط بشكل وثيق مع هذا التقدم.
نُقش هذا المفهوم بشكل خاص في سياق السياسة البيئية، حيث يعارض كلاً من النمو الأخضر وتراجع النمو. كما ودُعم النمو من قبل العديد من العلماء.